# Kurtxàtov
Kurtxàtov (en rus Курчатов) és una ciutat de l'óblast de Kursk, a Rússia. Es troba a la vora del riu Seim a 37 km a l'oest de Kursk.

## Història

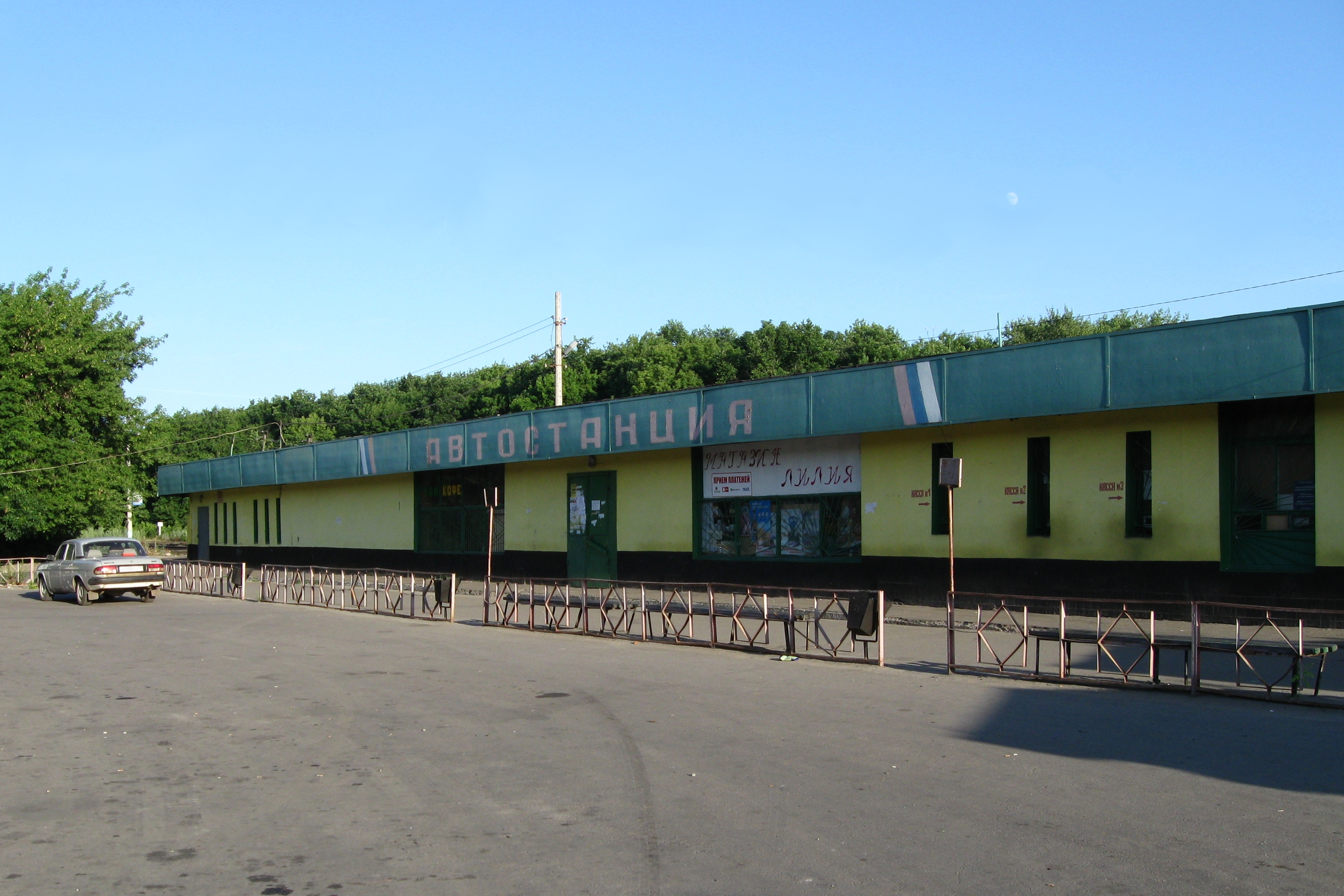
Antiga estació d'autobusos i de tren.

La ciutat de Kurtxàtov va ser fundada el 1968 arran de la construcció de la central nuclear de Kursk. Va aconseguir l'estatus d'assentament de tipus urbà el 1971 i el de ciutat el 1983. Va ser anomenada així en honor del físic rus Ígor Kurtxàtov.

## Demografia
| 1979   | 1989   | 2002   | 2007   | 2008   | 2009   | 2010   | 2011   | 2012   | 2013   | 2014   | 2015   | 2016   | 2017   |
| ------ | ------ | ------ | ------ | ------ | ------ | ------ | ------ | ------ | ------ | ------ | ------ | ------ | ------ |
| 21.774 | 41.085 | 45.556 | 46.938 | 46.900 | 46.899 | 42.706 | 42.700 | 41.812 | 40.973 | 40.022 | 39.395 | 38.917 | 38.776 |

## Persones il·lustres
- Inna Deriglàzova, esgrimista russa nascuda el 1990.